# Ichneumon armillatorius
Ichneumon armillatorius är en stekelart som beskrevs av Cuvier 1833. Ichneumon armillatorius ingår i släktet Ichneumon och familjen brokparasitsteklar. Inga underarter finns listade i Catalogue of Life.